# Harry i Walter jadą do Nowego Jorku
Harry i Walter jadą do Nowego Jorku – amerykańska komedia kryminalna z 1976 roku w reżyserii Marka Rydella.

## Obsada
- James Caan - Harry Digby
- Elliott Gould - Walter Hill
- Michael Caine - Adam Worth
- Diane Keaton - Lissa Chestnut
- Charles Durning - Rufus T. Crisp
- Lesley Ann Warren - Gloria Fontaine
- Val Avery - Chatsworth
- Jack Gilford - Mischa
- Dennis Dugan - Lewis
- Carol Kane - Florence
- Kathryn Grody - Barbara
- David Proval - Ben
- Michael Conrad - Billy Gallagher
- Burt Young - Naczelnik Durgom